# Threat to Survival
Threat to Survival  es el quinto álbum de la banda de hard rock Shinedown. Se anunció el 7 de agosto de 2015 que el álbum sería lanzado el 18 de septiembre de 2015. El 29 de junio de 2015, la banda lanzó su primer sencillo "Cut the Cord". La décima pista "Black Cadillac" fue lanzado a YouTube para streaming y como sencillo digital el 14 de agosto de 2015. Threat to Survival se habían vendido más de 100 000 copias en los Estados Unidos.

## Lista de canciones
Todas las canciones escritas y compuestas por Brent Smith y Dave Bassett, excepto algunas notas.. 
| N.º | Título                                                                                   | Duración |  |
| 1.  | «Asking for It»                                                                          | 3:30     |  |
| 2.  | «Cut the Cord» (Smith, Eric Bass)                                                        | 3:45     |  |
| 3.  | «State of My Head» (Smith, Carlo Colasacco, Jayson DeZuzio, Peter Nappi, Ethan Thompson) | 3:25     |  |
| 4.  | «Outcast»                                                                                | 3:25     |  |
| 5.  | «How Did You Love» (Smith, Scott Stevens)                                                | 3:07     |  |
| 6.  | «It All Adds Up» (Smith, Bassett, Zach Myers)                                            | 3:51     |  |
| 7.  | «Oblivion»                                                                               | 3:57     |  |
| 8.  | «Dangerous» (Smith, Stevens)                                                             | 3:51     |  |
| 9.  | «Thick as Thieves»                                                                       | 3:54     |  |
| 10. | «Black Cadillac» (Smith, Bassett, Bass)                                                  | 3:27     |  |
| 11. | «Misfits»                                                                                | 4:05     |  |

Bonus Tracks
| Japanese bonus tracks |                                            |          |  |
| N.º                   | Título                                     | Duración |  |
| 12.                   | «Never Gonna Let Go» (Smith, David Hodges) | 4:06     |  |
| 13.                   | «Reject» (Smith, Jimmy Messer)             | 3:30     |  |

## Puesto
| Lista (2015)                          | Posición |
| ------------------------------------- | -------- |
| Australia (ARIA)                      | 37       |
| Austria (Ö3 Austria)                  | 38       |
| Bélgica (Ultratop flamenca)           | 140      |
| Canadá (Billboard Canadian Albums)    | 8        |
| Países Bajos (Album Top 100)          | 50       |
| Alemania (Media Control Charts)       | 40       |
| Irlanda (IRMA)                        | 86       |
| Nueva Zelanda (Recorded Music NZ)     | 34       |
| Suiza (Schweizer Hitparade)           | 13       |
| Reino Unido (UK Albums Chart)         | 13       |
| Estados Unidos (Billboard 200)        | 6        |
| Estados Unidos (Top Hard Rock Albums) | 1        |
| Estados Unidos (Top Rock Albums)      | 2        |

## Personal
- Brent Smith - voces
- Zach Myers - guitarra, coros
- Barry Kerch - tambores, percusión
- Eric Bass - bass, piano, coros